# Trenta-cinc
El trenta-cinc és un nombre imparell que s'escriu 35 en xifres àrabs, XXXV en les romanes i 三十五 en les xineses.
Ocurrències del 35:
- És el nombre atòmic del brom.
- L'edat mínima per ser president dels Estats Units, Polònia o Irlanda.
- Són les noces de corall
- Designa l'any 35 i el 35 aC.
- Existeixen 35 hexòminos, les figures formades per sis quadrats idèntics adjacents.